# Petalocephala adelungi
Petalocephala adelungi är en insektsart som beskrevs av Melichar 1902. Petalocephala adelungi ingår i släktet Petalocephala och familjen dvärgstritar. Inga underarter finns listade i Catalogue of Life.